# Suec de Finlàndia
El suec de Finlàndia és la varietat de la llengua sueca que es parla a Finlàndia.
Finlàndia fou part de Suècia des del segle XIII fins a la pèrdua dels territoris finlandesos a mans de Rússia el 1809. El suec fou l'única llengua administrativa fins al 1902, així com la llengua dominant en la cultura i l'educació fins a la independència de Finlàndia el 1917. El suec i el finès tenen formalment el mateix estatus en gairebé tota la legislació, tot i que l'estatus del suec a Finlàndia ha estat durant molt de temps un tema de debat sociopolític.
El percentatge de parlants de suec a Finlàndia ha minvat constantment des d'aleshores, tot i que encara és la minoria lingüística més important del país (aproximadament un 5,5% de la població), per davant dels parlants de lapó.
Actualment només és majoritari a les províncies de la costa oest de Finlàndia, tot i que és llengua oficial també al sud del país, inclosa la capital, Hèlsinki.
El suec de Finlàndia no té les aspiracions fonètiques presents en el suec estàndard central, de manera que el contrast entre les aspiracions "fortis" i "lenis" és només de veu.